# Misty (альбом Аниты О’Дэй)
Misty — концертный альбом американской певицы Аниты О’Дэй, записанный в декабре 1981 года в Токио при участии пианиста Дона Эбни. Альбом был издан в 1982 году в Японии на лейбле Lob. В Соединённых Штатах альбом был выпущен под названием The Night Has a Thousand Eyes в 1983 году на собственном лейбле О’Дэй Emily Records.
Некоторые треки взяты из альбома Angel Eyes 1979 года.

## Отзывы критиков
| Оценки критиков               | Оценки критиков |
| Источник                      | Оценка          |
| ----------------------------- | --------------- |
| AllMusic                      | [ 2 ]           |
| Encyclopedia of Popular Music | [ 3 ]           |

Рон Уинн в рецензии для AllMusic написал: «Зажигательные песни, любовные баллады, джазовые стандарты и некоторые промежуточные материалы, исполненные Анитой О’Дэй с изысканностью и остроумием. Это альбом более традиционного джазового типа, чем некоторые из её сессий эпохи пост-свинга».
Музыкальный критик Уилл Фридуолд так отозвался об альбоме: «В 1981 году она записала совершенно особый сет с пианистом Доном Эбни. Лишённая баса и барабанов (но не обязательно темпа), программа естественным образом переходит в преимущественно балладный ритм. Она поёт „You Go to My Head“ с житейской мудростью девушки, которой за всю жизнь многое взбрело в голову, а её песня „Am I Blue“, которая начинается куплетом, явно вдохновлена Этель Уотерс. Это упущенная из виду жемчужина сессии, которая должна была быть выпущена как „Интимная Анита“. К сожалению, дуэтная сессия 1981 года, возможно, является последним релизом Аниты, который, без сомнения, стоит послушать».

## Список композиций
1. «Misty» (Джонни Берк, Эрролл Гарнер) — 3:06
2. «The Night Has a Thousand Eyes» (Бадди Берньер) — 3:30
3. «Am I Blue» (Гарри Акст, Грант Кларк) — 3:44
4. «Afternoon in Paris» (Джон Льюис) — 3:14
5. «My Heart Belongs to Daddy» (Коул Портер) — 3:10
6. «You Go to My Head» (Дж. Ф. Кутс, Хейвен Гиллеспи) — 1:58
7. «Sleepin’ Bee» (Гарольд Арлен, Трумэн Капоте) — 3:17
8. «Bluesette» (Тутс Тилеманс) — 2:03
9. «I’m Old Fashioned» (Джонни Мерсер, Джером Керн) — 3:04
10. «Speak Low» (Курт Вайль, Огден Нэш) — 3:17

## Участники записи
- Вокал — Анита О’Дэй
- Фортепиано — Дон Эбни